# 捉迷藏 (2013年電影)
《捉迷藏》（韓語：숨바꼭질），是一部2013年上映的韓國驚悚電影。導演許正曾在Mise-en-scene短片電影節得過最佳作品獎以及評審委員特別獎而受到注目，此作為其首次執導的長片。電影根據真實事件改編，講述兩個家庭的家長為了保護家人，與隱居於自家的陌生人展開殊死搏鬥的故事。

## 劇情簡介
恩惠下班回家，在電梯遇到戴頭盔、穿羽絨衣的男子進入她隔壁的住戶。她懷疑這名男子常入侵她家，於是安裝了網路攝影機。發現桌上有毛髮後，恩惠憤怒地敲打隔壁門，威脅報警後回家。查看攝影機錄影時，有人敲門，恩惠出門查看，發現只有戴眼罩的小女孩。回家後，確認頭盔男趁門沒鎖闖入。恩惠驚恐回頭，頭盔男用鐵管襲擊她致死。
白成洙從國外回來後潔癖嚴重，收到哥哥失蹤的消息後前往公寓取物。妻子閔芝在車內等候時，見到一名精神異常者鎖上車門假裝駕駛。危急時刻，珠熙現身用電擊器趕走那個人，救下孩子們。珠熙邀請成洙一家到家裡，當聽到成洙提到哥哥時，珠熙反應激烈，將成洙一家趕出家門。
成洙發現每戶門旁都有代表住戶性別和人數的符號。閔芝駕車回家途中察覺被一輛貨車跟蹤，稍作停車後發現只是普通家庭後放心進入公寓，未注意到後方還有一輛車。
成洙因哥哥成哲出獄後一直找不到他，懷疑哥哥藏在自家。某晚，他見到幻覺後情緒失控，摧毀家中傢俱，決定調查這個神秘人的真面目。
在公寓中，成洙看到穿著黑頭盔和羽絨衣的人，展開追逐並與一名男子衝突。此人是恩惠的男友，為了追查兇手而過著流浪生活。成洙在哥哥房間發現恩惠的屍體，隨後與兇手展開搏鬥並受傷逃入珠熙家。
成洙發現哥哥成哲的屍體，確認珠熙和她的女兒平和是兇手。珠熙奪走成洙的手機和錢包，潛入他家。成洙與珠熙展開激烈搏鬥，閔芝短暫醒來後用酒瓶襲擊珠熙，但隨後再度被擊昏。
成洙點燃屋內的酒精威脅燒毀公寓，珠熙趁機再次襲擊成洙，警方趕到前，珠熙最終死於火中。成洙處理完哥哥的喪事後，與家人前往美國，而珠熙的女兒平和則仍藏在新搬入住戶的衣櫥裡。

## 演員陣容
- 孫賢周：白成洙
- 文晶熙：珠熙
- 全美善：閔芝
- 鄭準元：白浩世
- 金秀安：秀雅
- 金智：萍和
- 金元海：白成哲
- 嚴智星（朝鲜语：엄지성）：幼年成洙
- 成佑彬（朝鲜语：성유빈 (배우)）：幼年成哲
- 紀朱奉：成洙父
- 盧蘇珊娜（朝鲜语：노수산나）：恩惠
- 李英碩（朝鲜语：이영석 (배우)）：流浪者
- 鄭珉成（朝鲜语：정민성 (배우)）：趙敏勳
- 許南一 ：港口公寓管理人
- 利旻（朝鲜语：리민 (배우)）：成樹公寓管理所長
- 金惠奫：女學生

## 票房
僅用了4天就突破140萬名觀眾的盈虧分界點，上映19天觀影數突破500萬人次，是第三部創下該票房記錄的韓國驚悚片，且速度遠超於《殺人回憶》的60天以及《追擊者》的73天。上映23天打破《殺人回憶》在2013年創下的票房記錄525萬人次。總觀影人次約560萬。

## 獲獎
- 2013年第33屆韓國電影評論家協會獎
  - 新人導演獎：許正

## 外部連結
- NAVER電影 （页面存档备份，存于）